# Präriehundar

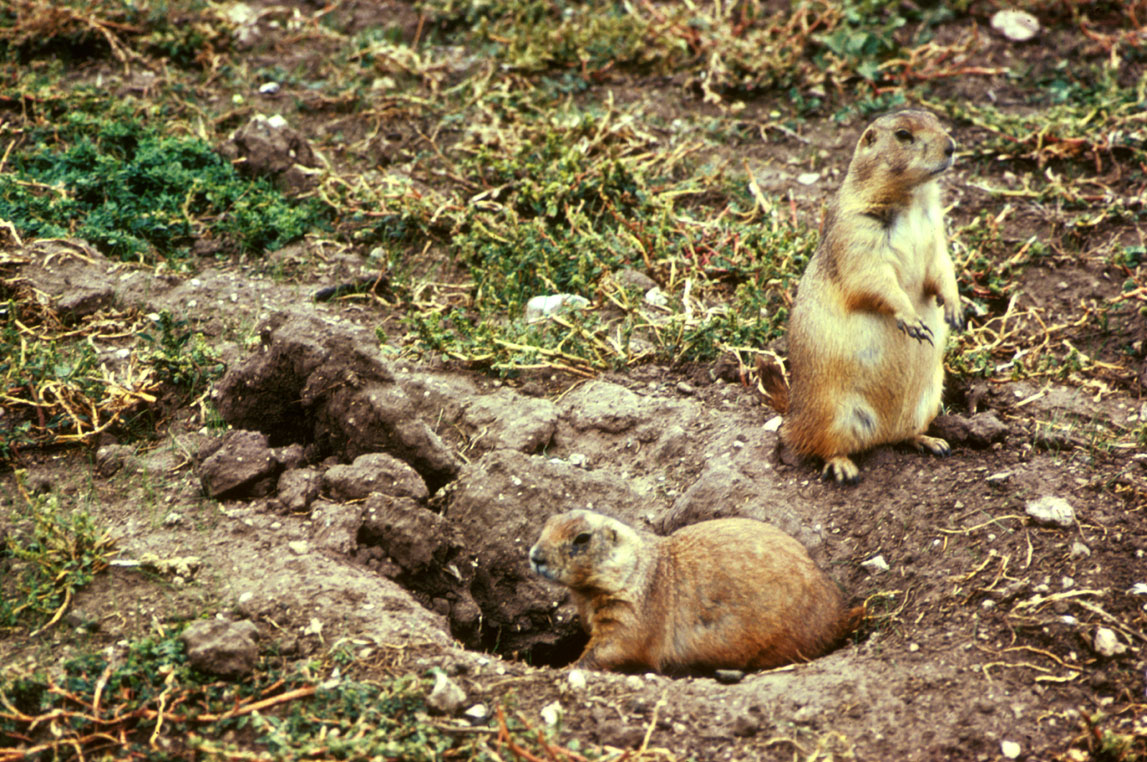
Två präriehundar vid ingången till boet.

Präriehundar (Cynomys) är ett släkte i ekorrfamiljen (Sciuridae) som förekommer i Nordamerika. De är nära släkt med murmeldjur och sislar.

## Etymologi
Präriehunden är uppkallad efter sitt habitat och sitt varningsläte, som liknar hundarnas skällande. Enligt Online Etymology Dictionary används namnet tidigast 1774. I dagböckerna från Lewis och Clarks expedition berättas hur de i september 1804 "nådde en by med dessa djur som fransmännen kallar präriehund".
Släktnamnet Cynomys kommer från grekiska och betyder "mushund".

## Arter och utbredning
Hittills är fem arter kända:
- Svartsvansad präriehund (Cynomys ludovicianus), från Saskatchewan över centrala USA till Chihuahua.
- Mexikansk präriehund (Cynomys mexicanus), norra Mexiko (delstater San Luis Potosí och Coahuila)
- Vitsvansad präriehund (Cynomys leucurus), lever i Wyoming och Colorado.
- Gunnisons präriehund (Cynomys gunnisoni), förekommer i Utah, Colorado, Arizona och New Mexico.
- Utahpräriehund (Cynomys parvidens), lever i Utah.

De två förstnämnda arterna sammanfattas ofta i undersläktet Cynomys och de andra i undersläktet Leucocrossuromys.

## Utseende
Med sin klumpiga kropp, sina korta ben och korta svans liknar präriehunden murmeldjuret. Kroppens längd (huvud och bål) är 28–33 cm, svanslängden är 3,0 till 11,5 cm och vikten varierar mellan 700 och 1 400 gram. Hanarna är vanligtvis något större och i genomsnitt 10 procent tyngre än honorna.
Pälsen är spräcklig gulbrun och är på ryggsidan något mörkare än på bukens sida. Svansens spets är hos några arter svart och hos andra vit. Det kan vara svårt att bestämma arten efter utseendet. Kindtändernas form och storlek och djurens läte är några kännetecken som används för att skilja arterna från varandra.

## Levnadssätt

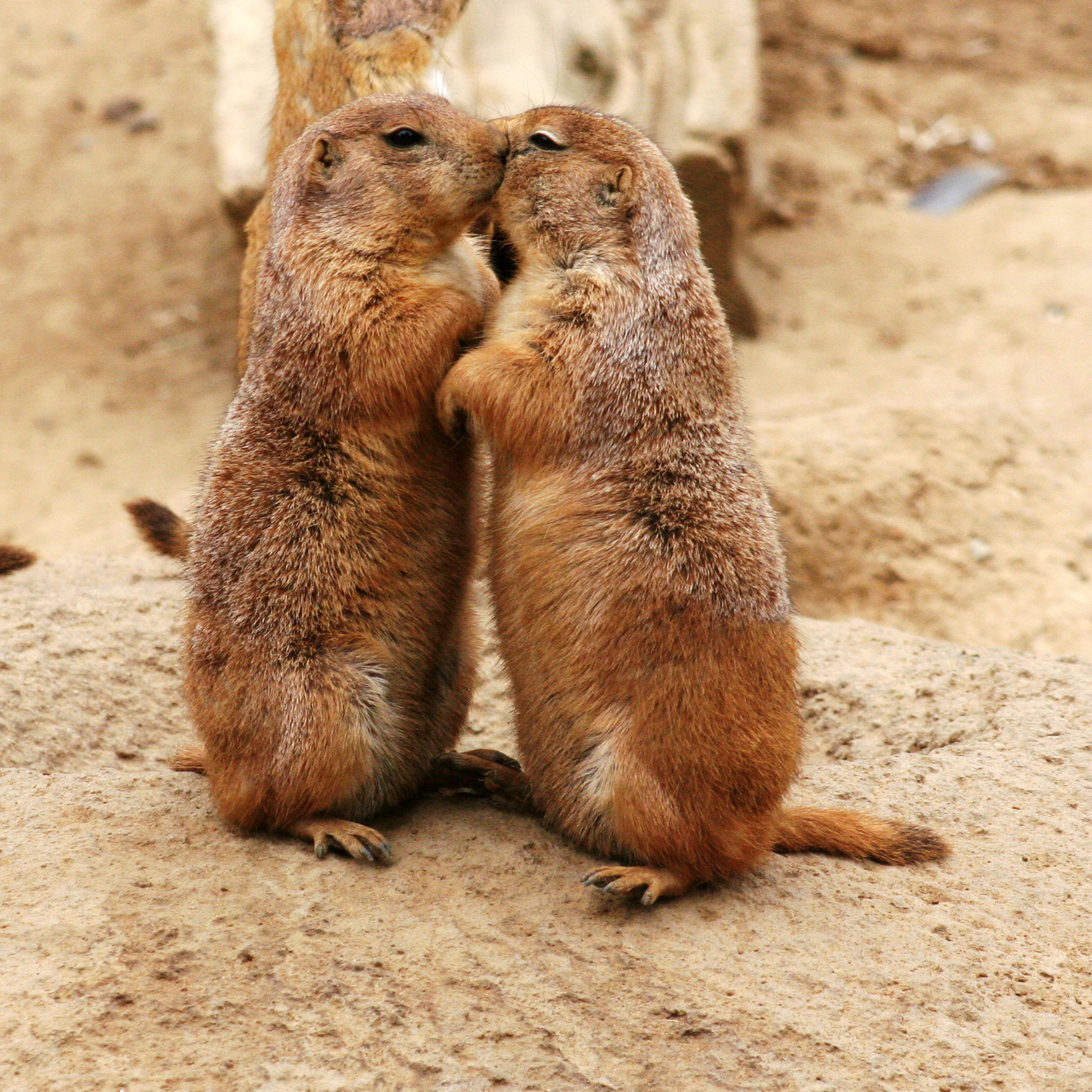
Präriehundar som pussas.

Som namnet antyder lever präriehundar på Nordamerikas prärie i låglandet eller på platå. Habitatet bör bestå av kort eller medellångt gräs och torr mark.
Präriehundarna är aktiva på dagen och stannar över natten i de jordtunnlar de grävt. Tunnlarna är 10–15 cm breda och uppnår en maximal längd av 34 meter. I mitten av tunnelsystemet finns ett bo som är cirka 40 cm i diameter och ligger 1–5 m under markytan. Jorden som grävts ur tunnlarna placeras runt ingångarna för att skydda mot vatten. Tunnelsystemet har oftast en eller två ingångar, men kan i undantagsfall ha upp till sex ingångar.
Mexikansk präriehund är aktiv under vintern, svartsvansad präriehund kan vara slö under kalla vinterdagar och de andra arterna håller vinterdvala. Arterna samlar inget förråd före den kalla årstiden. Födan utgörs av örter och gräs.

### Kolonier
Fyra av de nämnda arterna lever i kolonier med ett utvecklat socialt beteende. Ett undantag är arten Cynomys leucurus som liknar sislar i detta avseende. Kolonier av Cynomys leucurus är mindre och den sociala organisationen är mindre utvecklad. I boet lever oftast bara honan med sina ungar. Kolonierna av Cynomys ludovicianus är uppdelade i olika familjer. En familj består oftast av en vuxen hane, tre eller fyra honor och ett stort antal ungar av bägge könen. Familjen kan uppgå till 26 individer. I enstaka fall ingår två vuxna hanar i familjen. Dessa är då oftast bröder. Ibland förekommer en hane som är dominant över två mindre grupper med honor.
Honorna stannar i den familj de föds. På så sätt är alla honor i gruppen släkt med varandra. Hanarna lämnar familjen före två års ålder. De försöker då bilda en egen familj. Även vuxna hanar byter efter varje framgångsrik parning grupp innan ungarna är könsmogna för att undvika inavel.
De olika grupperna bildar en koloni av hundra eller fler individer. Kolonierna kallas ibland ”präriehundstäder”. Det finns uppgifter om en koloni på 1800-talet i Texas som bestod av 400 miljoner individer. Kolonins territorium uppskattades till 64 000 km². Den största präriehundstaden som finns idag ligger i nordvästra Mexiko och är 350 km² stor med uppskattningsvis en miljon djur. Mellan de enskilda grupperna i kolonin finns inga sociala relationer.
Honan ansvarar ensam för ungarna. Honorna kan uppträda aggressivt när de är dräktiga eller ger di. Det är vanligt att honor dödar andra honors ungar. På så sätt dör varje år 40 procent av kolonins ungdjur. Fördelen är troligtvis att bara de starkaste honornas ungar överlever. Hanar visar inga aggressiva drag mot andra hanars ungar.
Parningen sker, beroende på art och geografisk utbredning, mellan januari och april. Dräktighetens längd är 28 till 37 dagar och en kull består av upp till tio ungar. Ungen är vid födelsen naken och blind, cirka 7 cm lång och väger 15 g. Efter tre veckor börjar pälsen växa och efter fem till sex veckor öppnar ungarna ögonen. De första 35–50 dagarna får ungarna di och sedan lämnar de tidvis sina bon. Medellivslängden för djur i fångenskap uppgår till åtta år. I naturen är livslängden oftast kortare.

### Naturliga fiender
Präriehundar jagas bland annat av prärievarg, svartfotad iller, nordamerikansk grävling, skallerormar och rovfåglar (exempel för svartsvansad präriehund).

## Människor och präriehundar
Beståndet av präriehundar ökade kraftigt i slutet av 1800-talet. De vita bönder som koloniserade landet dödade präriehundarnas naturliga fiender och de nya boskapsdjuren höll gräset kort. På så sätt förbättrades präriehundarnas villkor. Enligt samtida uppgifter fanns det omkring år 1900 ungefär fem miljarder individer av Cynomys ludovicianus i USA. Dessa utgjorde en fara för landets jordbruk och i början av 1900-talet beslutade regeringen att väsentligt minska populationen. I Texas avlivades 99,8 procent av beståndet med hjälp av gift och i andra delstater var siffrorna liknande. Präriehundarnas betydelse som bärare av sjukdomar blev ofta överdrivet framställd som försvar för utrotningen. Efter denna aktion vidtogs skyddsåtgärder för att skydda präriehundarna från utrotning. 
Präriehundar används idag ibland som försöksdjur och också som sällskapsdjur. De ökar i popularitet, trots att de sällan får boplatser som tillfredsställer deras naturliga behov. Präriehundarnas ”städer” är omtyckta turistmål i västra USA.
Mexikansk präriehund och Utahpräriehund listas av IUCN som starkt hotad (EN) och de andra arterna som livskraftiga (LC).